# Ezüstvöcsök
Az ezüstvöcsök (Podiceps occipitalis) a vöcsökalakúak (Podicipediformes) rendjébe, ezen belül a vöcsökfélék (Podicipedidae) családjába tartozó faj.

## Előfordulása
Dél-Amerika, ezen belül Argentína, Bolívia, Chile, Kolumbia, Ecuador, a Falkland-szigetek, Paraguay, Peru, és a Déli-Georgia és Déli-Sandwich-szigetek területén honos. Édesvizű tavak lakója.

## Alfajai
- Podiceps occipitalis occipitalis (Garnot, 1826) - Kolumbiától délre Argentína északnyugati részéig és észak-Chile
- Podiceps occipitalis juninensis (von Berlepsch & Stolzmann, 1894) - Chile középső és déli része, Argentína és a Falkland-szigetek

## Megjelenése
Testhossza 28 centiméter.

## Életmódja
Vízirovarokkal, azok lárváival, halakkal és rákokkal táplálkozik.

## Szaporodása
Fészekalja 2 kékesfehér tojásból áll.

## Külső hivatkozás
- Képek az interneten a fajról
- Internet Bird Collection - videók a fajról